# Odert von Poll der Ältere

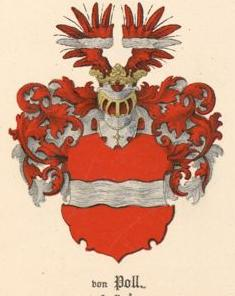
Wappen der Adelsfamilie von Poll

Odert von Poll (d. Ä.) († um 1677), Herr auf Cöln,  war ein deutsch-baltischer Adeliger, Major und Ritterschaftshauptmann der Öselschen Ritterschaft. 

## Familie und Leben
Sein Vater war Odert Hermannsson Poll († um 1645), Erbherr auf Cöln, der mit Anna von Hargen aus dem Hause Mähmois verheiratet war. Im Jahre 1645 bekamen die Polls  vom dänischen König Christian IV. (1577 – 1648) Ländereien ersetzt. 1661 wurde Odert zum öselschen Ritterschaftshauptmann gewählt. Er war in 1. Ehe mit Hellen Budde († um 1671) verheiratet, sie hatten folgende Nachkommen:
- Reinhold von Poll (um 1654 – 1685)
- Odert von  Poll (d. J.),(† um 1705), Major und öselscher Landrat, Erbherr auf Colljall, verh. mit Elisabeth Bellingshausen
- Gertrud von Poll ⚭ Matthias Schulz